# Abell 1060
A Hydra-halmaz vagy Abell 1060 az óriási Virgóhoz hasonló méretű. Ez a legközelebbi példa a főleg elliptikus galaxisokból álló, gömbszimmetrikus eloszlást mutató halmazokra. A forró, röntgensugárzó gáz ugyancsak gömb alakú felhőt alkot a magja körül. A halmaz közepén két óriási elliptikus és egy éléről látszó spirálgalaxis található, mindkettő átmérője 150 000 fényév. A három galaxis kölcsönhat, az elliptikus gravitációja deformálta a spirálgalaxis korongját, és mindkét elliptikus külső halója eltorzult. A halmaz a Lokális szuperhalmazzal szomszédos Hydra szuperhalmaz meghatározó tagja.

Az NGC 3314, a Hydra legszebb objektuma, szokatlan spirálgalaxis, mert sziluettje egy másik galaxis előtt látszik.

| Hydra-halmaz       |                   |
| ------------------ | ----------------- |
| Katalógusszáma     | Abell 1060        |
| Távolsága          | 160 millió fényév |
| Galaxisok száma    | >1000             |
| Legfényesebb tagja | NGC 3311(11,6)    |